# Exotela spinifer
Exotela spinifer är en stekelart som först beskrevs av Nixon 1954.  Exotela spinifer ingår i släktet Exotela och familjen bracksteklar. Inga underarter finns listade i Catalogue of Life.